# باراخوم
باراخوم (به ترکی آذربایجانی: Baraxum) یک منطقه مسکونی در جمهوری آذربایجان است که در شهرستان شهرستان خاچماز و در دهیاری اوزون‌اوبا واقع شده‌است.